# 天津市经济
天津經濟源于漕运，永乐二年（1404年）正式筑城，得名天津卫。1860年，天津开放为通商口岸，租界及洋务运动使天津工业、商业、金融业迅速发展，天津成为中国第二大的工商业城市和北方最大的金融商贸中心，并产生了桂发祥、狗不理、耳朵眼等众多老字号。中华人民共和国成立初期，天津经济发展相对缓慢。1953年，天津的经济总产值首次被北京超过，1989年被广州超过，此后又被重庆、深圳和苏州一度赶超。直到2005年下半年，天津濱海新區的開發被納入了國家「十一五」規劃和發展戰略，成為國家綜合配套改革試驗區，之后空客A320系列飛機總裝線、中新生態城等國際合作項目落户天津滨海新区。2014年，京津冀协同发展被正式纳入国家战略，天津被定位是“全国先进制造研发基地、北方国际航运核心区、金融创新运营示范区、改革开放先行区”。同年，中国（天津）自由贸易试验区获批。2015年2月26日，天津国家自主创新示范区正式成立。4月21日，中国（天津）自由贸易试验区正式成立。
目前，天津是中華人民共和國經濟最发达的城市之一，也是推动京津冀協同發展戰略的引擎之一。2016年，天津GDP在中國內地城市中排名第五，为1.78万亿元人民币，比上年增长9.0%；GDP中第一、第二、第三产业比例为1.2%、44.8%、54.0%。天津拥有天津港和天津南港两大港口。2016年天津港的貨物吞吐量达5.5億噸，集装箱吞吐量1450万标准箱，是北方最大的港口。

## 发展过程

### 1949年前

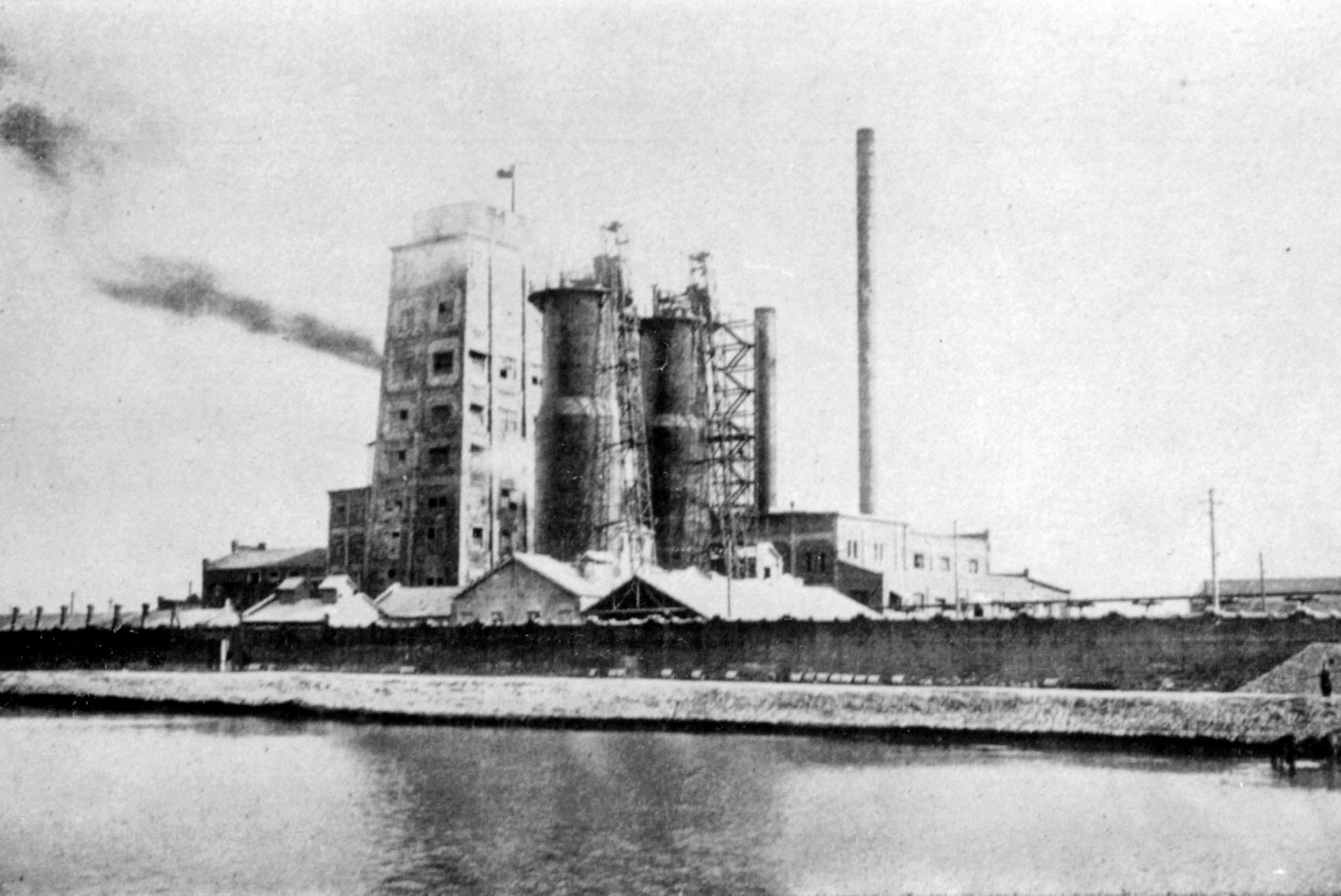
1914年成立的天津塘沽永利碱厂是中國創建最早的制鹼廠。

古代天津经济的两大支柱是漕运和芦盐。早在建安十一年（206），曹操便开挖了平虏渠、泉州渠和新河三条运河以运输部队和军需。大业四年（608年），隋炀帝命令开凿永济渠，使得地处京杭运河北端、兼有河海航运之便的天津地区的地位更趋重要，成为南方粮、绸北运的水陆码头。另一方面，天津盐业生产条件得天独厚，明清时期天津地区成了芦盐的产销中心，质优价廉的芦盐由天津源源不断地运往中原地区。天津逐渐成为水旱交通枢纽和商品集散地。
第二次鸦片战争后，清政府于1860年底批准在天津设立三口通商衙门，天津正式开埠。自1861年起，清廷洋务派官員通过洋务运动在天津大力发展工业，创办了天津機器製造局、大沽船塢等军工实业及一系列官督商办企业。而西方列强则在天津租界中进行吹泥垫地，疏浚海河航道，改善了天津的投资环境。1882年第一家英国汇丰银行在天津开业，随后英国、俄国、德国、日本、法国、美国、意大利、比利时等国银行也相继落户天津。到1900年天津有银行、钱庄和票号共计300余家。
民国时期鼓励发展实业，涌现了一批民族工业，涉及紡織業、糧油加工、機器加工、海洋化工等多个產業。其中，范旭东于1914年在天津开始兴办“永利制碱公司”开创中国制碱工业的先河。1921年10月1日天津证券、粮食、花纱、皮毛交易所开幕；12月25日英商大英烟草公司天津工厂正式投入生产。1922年周學熙創辦耀華玻璃公司，成为中國第一家中外合資玻璃企業。
1937年卢沟桥事变后，天津一大批工业企业被日本侵华军队占领，拒绝与日军合作的中国企业被迫迁出天津。此后，日本多次制訂「華北開發計劃」並強調資源的開發與交通運輸事業建設兩大原則，除了将天津作為交通樞紐，也对其進行長期工業建設。1939年7月，天津遭受嚴重水災，全市78%被淹，造成直接经济损失约法币6亿元。在20世纪40年代，解放北路上设有49家国内外银行；有270多家国内外保险机构，还有功能完备的证券交易所。天津作为日本侵华战争的后方基地，为提供军事侵略所需物资，机器工业得到了较大发展，直到战争结束日本投降时，天津已有300余家机械厂。由天津开始的军事近代化，以及铁路、电报、电话、邮政、采矿等方面建设，均开中国之先河，天津成为当时中国第二大工商业城市和北方最大的金融商贸中心。

### 1949年後

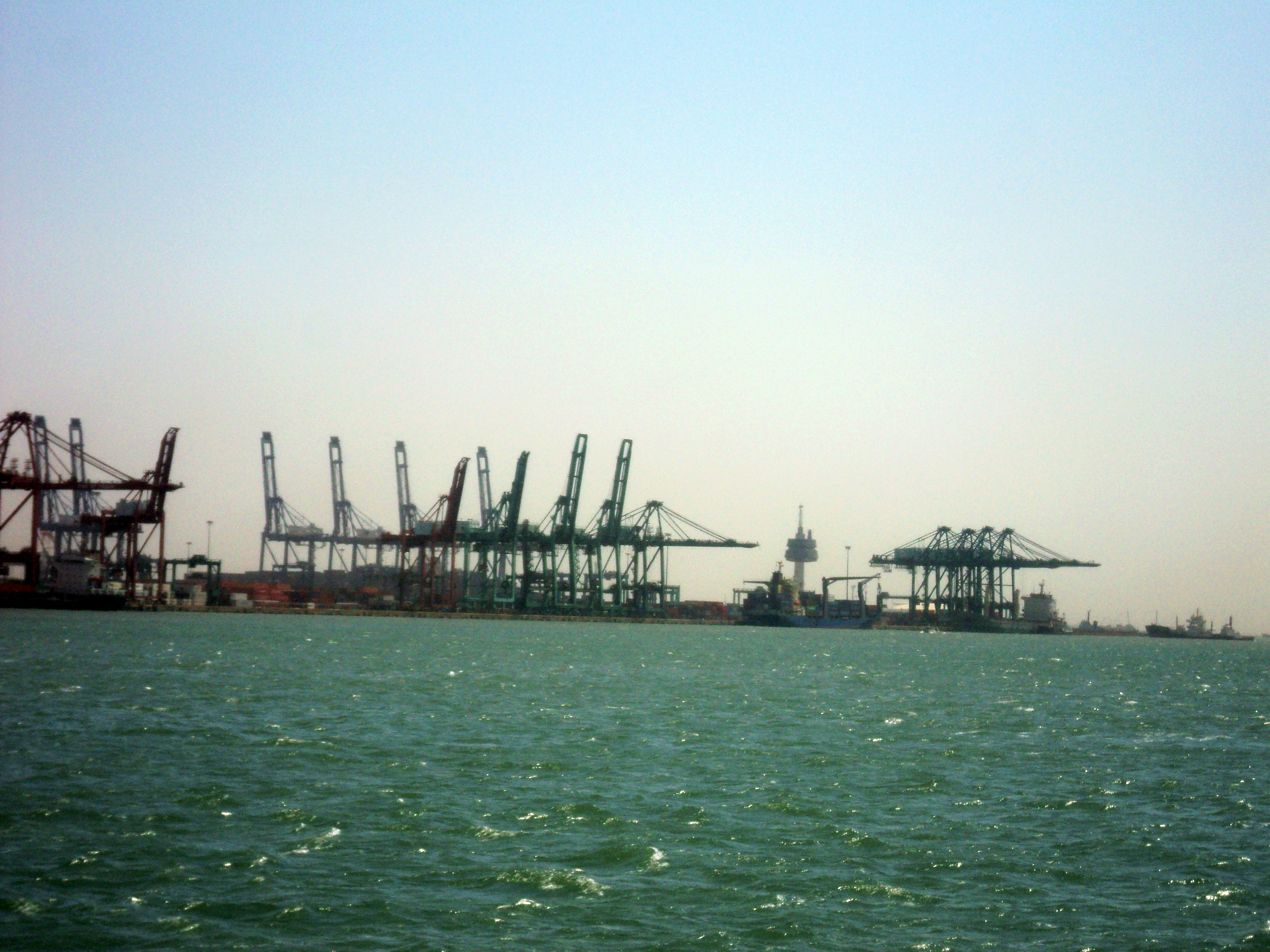
2016年天津港貨物吞吐量达5.5亿吨。

1949年中华人民共和国成立后，天津市实行计划经济。1952年10月17日，天津塘沽新港建成，标志着天津港正式由河港转型为海港。1958年2月11日，天津市被并入河北省，成为其省会，期间實行中央計劃單列市政策，经济獨立於河北省，但天津大量工厂和高校外迁，给天津经济发展造成不利影响
。1967年1月2日，天津市恢复为中央直辖市。1970年4月7日，天津市实施「7047工程」，成为天津地鐵1號線的前身。1976年的唐山大地震使天津的工業損失嚴重，超過三成企業遭到嚴重破壞。改革开放前天津创造了众多共和国第一：第一部电话（1951）、第一只手表（1955）、第一架照相机（1956）、第一台电视机（1958）、第一台汽车发动机、第一台中型油田气螺杆压缩机（1977）和第一台埋藏按需式心脏起搏器（1977）都出自天津。
1984年，改革开放伊始，天津被列为14个沿海开放城市之一。同年12月，天津经济技术开发区作为第一批国家级经济技术开发区率先在天津东部沿海的盐碱荒滩上建立。1988年，天津新技術產業園區作為首批國家級高新區成立。但由于东南沿海的迅速发展，天津逐渐失去在中国经济的领军位置。此外，天津毗邻首都北京，长期以来人才、资源向北京集中，产生制约发展的“空吸现象”。1980年代，天津经济增速曾一度低于全国平均水平。1991年5月12日，天津港保税区正式设立。1992年，摩托罗拉宣布在天津开发区投资1.2亿美元建设生产基地，成为中国改革开放以来首个外资独资和外资投资额最大的项目，在当时经济仍不开放的社会上引起轰动。1994年，天津市人大十二屆二次會議决定战略东移，「用十年左右的時間，基本建成濱海新區」。
2005年开始，天津滨海新区被纳入国家十一五规划和国家发展战略，成为国家综合配套改革试验区。2006年3月22日天津被定位为“国际港口城市、北方经济中心、生态城市”。2006年8月中国大陆最大的保税港区东疆保税港区获批，并于2007年12月實現了首期封关运作。2008年3月份，中国政府批准了滨海新区的综合配套改革方案。空客A320总装线、中新天津生态城、新一代运载火箭产业化基地、中石化100万吨大乙烯及配套项目、临港工业区、东疆保税港区等一大批重大项目落地天津。。2008年起，“夏季达沃斯论坛”开始落户天津举办。2010年天津港的货物吞吐量已达4亿吨，成为中国北方最大的港口。2011年天津市GDP达到了11307.28亿元，人均GDP86,496元，超越京、沪成为全国第一。
2014年，京津冀协同发展被正式纳入国家战略，国家设立中国（天津）自由贸易试验区，天津被定位为“全国先进制造研发基地、北方国际航运核心区、金融创新运营示范区、改革开放先行区”。同年，南水北调工程一期通水，天津用水情况得到改善。2014年，三个产业占天津GDP的比重为1.3：49.4：49.3%。其中，批發零售業和金融業是天津的兩大服務領域，分別佔服務領域增加值的25.1%及18.3%。2015年2月26日，天津国家自主创新示范区正式成立。4月21日，中国（天津）自由贸易试验区正式成立。2015年，天津市生产总值（GDP）达1.65万亿元人民币，比上年增长9.3%，GDP总量約占全國的2.47%；人均GDP达17,505.73美元，位居中国内地省級行政區人均地區生產總值第一名。

## 经济产业

### 第一产业
| 天津种植业结构（2015年） | 天津种植业结构（2015年） |
| 农作物种类               | 面积（万亩）             |
| ------------------------ | ------------------------ |
| 中稻                     | 10.50                    |
| 冬小麦                   | 117.45                   |
| 玉米                     | 187.35                   |
| 高粱                     | 20.10                    |
| 大豆                     | 46.35                    |
| 花生                     | 5.25                     |
| 向日葵                   | 16.35                    |
| 棉花                     | 105.90                   |
| 果用瓜                   | 19.65                    |
| 苹果                     | 10.95                    |
| 梨                       | 6.15                     |
| 桃                       | 6.45                     |
| 葡萄                     | 8.85                     |

天津农业以沿海都市型、城郊型农业为主，并发展养殖业，其种植业、养殖业的产业结构比价合理，建有七大副食品商品基地，为华北地区蔬菜、畜产品、水产品的重要生产基地。天津市土地总面积11919.7平方公里。其中耕地面积48.56万公顷，占全市土地总面积的40.7%；园地面积37324公顷，占3.13%；林地34227公顷，占2.87%；牧草地594公顷，占0.05%。2015年，天津农林牧渔总产值为467.44亿元，其中种植业240.74亿元，林业7.74亿元，畜牧业130.23亿元，渔业77.65亿元，相关服务业产值11.08亿元，农民专业合作社总数达8876家。天津特色农产品有：独流老醋、天津冬菜、小站稻、沙窝萝卜等。
种植业
天津市粮食作物以小麦、水稻、玉米为主，经济作物有蔬菜、水果等。天津北部蓟县山地丘陵和山前洪积冲积平原区，主要种植粮食作物、果林，还有相当规模的畜牧业；中部偏北的冲积平原区，是重要的粮食产地，以种植小麦、玉米等旱粮作物为主；东部地区为水稻生产区；南部是豆类、杂粮作物的主要产地。为发展现代都市型农业促进农民增收，天津从2015年起，在三年内将调减100万亩粮食作物种植面积，其中，70万亩调整为蔬菜、水果、花卉等经济作物。2016年，天津粮食作物播种面积536万亩，粮食总产量196.4万吨。
养殖业
近年来，天津发展“现代都市型”畜牧业。2013年，天津共有从事畜产品生产和加工龙头企业达到32家，其中，国家级重点龙头企业12家，另有畜牧专业合作组织252家。2015年，天津全市肉类总产量达到45.75万吨，禽蛋产量达到20.20万吨，牛奶产量68.00万吨。2016年，天津将新建20个畜牧业示范园区，实施猪和奶牛种业工程建设，建设原种猪场3个、扩繁场4个、供精站2个、人工授精站15个和种公牛站2个以及奶牛繁育场3个。
天津渔业在“十二五”期间成为农业农村经济中重要的支柱产业。截至2014年底，天津全市有水产养殖面积4.02万公顷，海淡水工厂化养殖车间120万平方米，其中海水车间100万平方米、淡水车间20万平方米。全市水产品产量40.07万吨，其中淡水养殖产量32.59万吨，海水养殖产量1.17万吨，海洋捕捞产量5.10万吨，淡水捕捞产量1.21万吨；全市渔业产值80亿元，渔民人均纯收入2.26万元。此外，天津休闲观赏渔业蓬勃发展，口岸进口观赏鱼数量显著增加。“十二五”期间共创建全国休闲渔业示范基地10家，休闲垂钓园近千处，垂钓池塘面积达到4130公顷，年接待游客1000万人次以上；观赏鱼养殖面积达300公顷，养殖产量3.4亿尾；全市休闲渔业产值达3.5亿元，较2010年增长67.5%，成为带动渔民增收的新亮点。

### 第二产业
| 工业组别                             | 比重% |
| ------------------------------------ | ----- |
| 黑色金属冶炼和延压加工业             | 15.7  |
| 通讯设备、计算机和其他电子产品制造业 | 10.6  |
| 汽车制造业                           | 7.1   |
| 煤炭开采和洗选业                     | 5.9   |
| 化学原料及化学制品制造业             | 5.2   |
| 食品制造业                           | 4.6   |
| 金属制品业                           | 4.5   |
| 石油和天然气开采业                   | 4.3   |
| 石油加工及炼焦业                     | 4.1   |

天津工业发达、门类齐全，是天津的传统优势产业。2007至2009年间，天津策划了四批80项重大工业项目，总投资4358亿元。2011年，天津八大优势支柱产业（航空航天、石油化工、装备制造、电子信息、生物医药、新能源新材料、轻工纺织、国防科技）的产值规模达到了18881.52亿元，占全市工业产值的比重达到90.5%，对全市工业增长的贡献率达到90.1%；装备制造业产值超过8000亿元，石油化工业产值近4000亿元，电子信息、轻工纺织业产值超过2500亿元。2011年天津全市工业企业专利申请达到20471件；2015年，天津市工业企业专利申请量达到65187件，同比增长36.5%。全球500强企业中已有163家在天津设立了分公司或办事处。渤海鋼鐵集團在2014年、2015年曾连续两年入圍《財富》世界500強。天津2015年粗钢产量为2608.9万吨，2016年天津市政府提出四年内压减粗钢产能900万吨。
2016年第一季度数据显示，天津市制造业总产值占规模以上工业比重超九成。天津电子信息制造业和服务业在通讯设备、光电显示、电子元器件、工业电子、新型消费电子以及战略新兴信息技术等领域形成了实力雄厚的电子信息制造产业群和完整产业链，有中科蓝鲸的海量存储项目、天津蓝孚的电子加速器生产基地、以及天津生物芯片的研发基地等重大项目。天津航空航天产业有空客A320总装线、长征五号系列火箭、无人航空载具生产基地、直升机产业基地、机翼组装生产、航天器制造产业基地等，已形成大飞机、直升机、无人机、大火箭、卫星“三机一箭一星”产业格局，天津成为全国唯一兼有航空与航天两大产业的城市。天津还是全球最大的自行车生产基地；中国最大的盐场——长芦盐场原盐年产量240多万吨，占全国原盐总产量的7%和海盐总产量的四分之一。
在石油化工领域，天津有百万吨乙烯、千万吨炼油、渤海化工园、精细化工基地；在能源产业领域，天津有京瓷太阳能新工厂、风电产业聚集地、北疆发电厂等，并计划发展建设“全球能源互联网”，在能源输入上实施特高压外电入津，在能源应用推广上更多融入智能化元素，在能源开发消费上实施清洁替代。2011年，天津三电厂共同投资100多亿元，建设天然气供热发电项目，实现了调整能源结构的历史性突破。2014年天津最大光伏电站建成，每年可提供清洁电力达到1842万千瓦时，相当于1万多户家庭一年使用的电量。在建筑业领域，由于近年来城市建设的高速发展,使天津的建筑业尤其是国有建筑企业取得重大发展。2013年，天津有1731家建筑企业。2014年，建筑业总产值达4123.49亿元，房屋建筑施工面积有1.42亿平方米，房屋建筑竣工面积有3232.02万平方米。2015年天津市建筑业完成产值4450亿元，实现增加值720亿元，完成外埠产值1650亿元。

### 第三产业

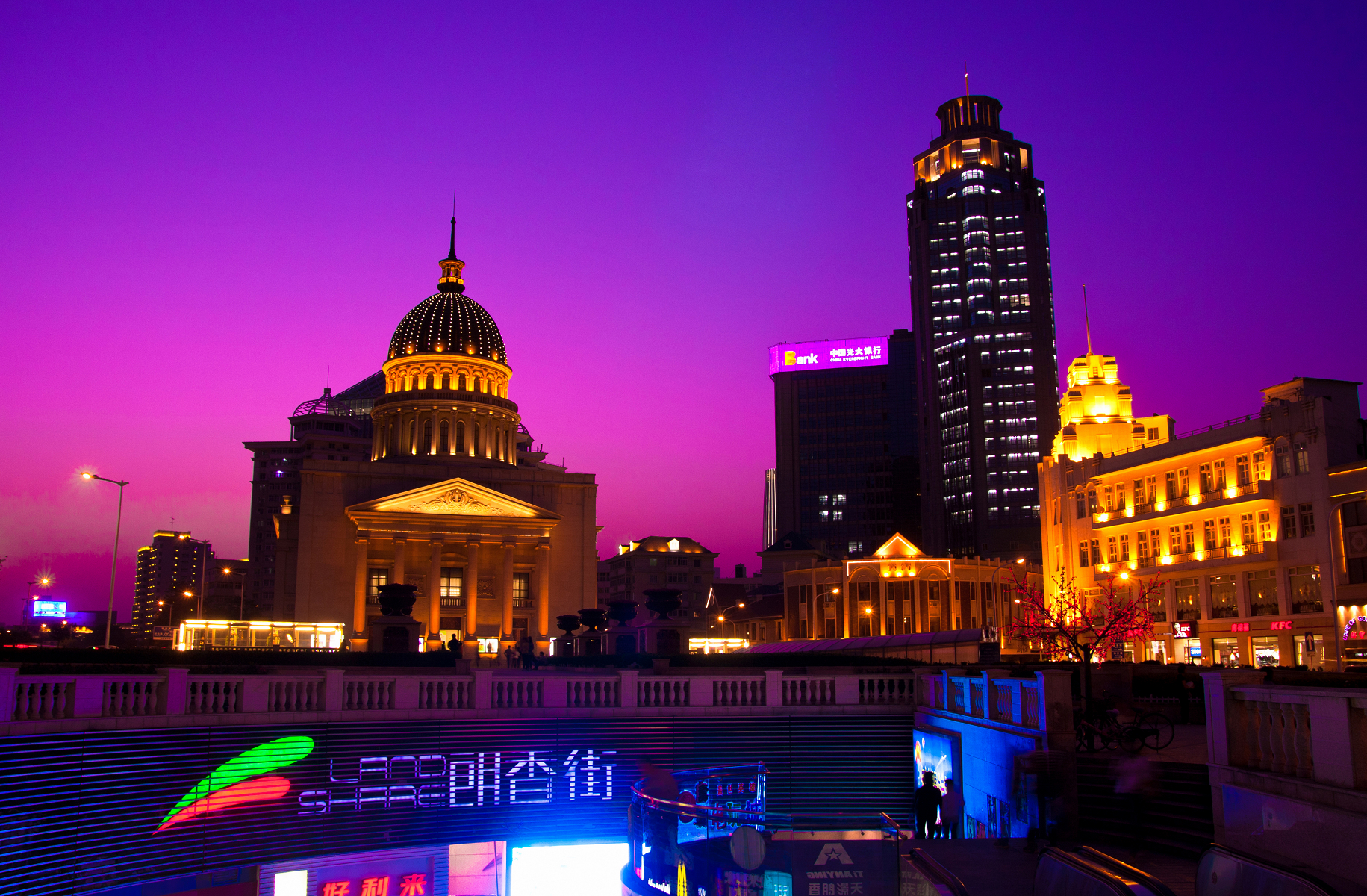
小白樓商務區是天津市傳統的商務中心區。

1949年6月1日，天津市证券交易所正式成立。1951年，中华人民共和国第一张股票由天津投资公司发行。1952年7月19日，交易所撤销；1956年后股票交易停止。改革开放初期，天津金融机构存贷款余额的增长速度在多数年份曾低于全国平均水平，在全国的比重呈下降趋势，到1999年均只占到11.95%左右。但自2003年以来，滨海新区在金融和土地等重大改革方面先行先试。天津现有的本地银行有渤海银行、天津银行、天津滨海农村商业银行、天津农商银行、中德住房储蓄银行等。其中，渤海银行是1949年以来首个总部设立于天津的银行。而渤海商品交易所、天津股权交易所、天津排放权交易所、天津文化艺术品交易所等一批金融创新机构相继成立。天津是中国最大的融资租赁聚集区。
目前，天津市区的商业区主要集中在南京路、滨江道商业街、和平路商业街、小白楼商业街和西南角商圈。而滨海新区的商业区主要集中在解放路商业街。此外，特色商品市场有大胡同、洋货市场。天津旅游业在2014年推出了包括名人故居遊、名街休閑遊、西青民俗遊及濱海風情遊等多條旅遊路線，共吸引游客296万人次，实现外汇收入29.92亿美元；2015年共吸引游客326万人次，实现外汇收入32.98亿美元。
天津会展业发展良好，曾举办过世界经济论坛、第六届亚欧财长会议、第八届中欧工商论坛、2010年中阿合作论坛部长级会议、联合国第四次气候变化谈判等国际会议。天津亦定期舉辦中国国际直升机博览会、天津国际汽车贸易展览会、太平洋经济合作理事会PECC国际贸易投资博览会、中国企业国际融资洽谈会、中国·天津国际航空航天贸易展洽会、台湾名品会等大型展会。
2015年，天津交通运输业稳步发展，天津港口货物吞吐量突破5亿吨、集装箱吞吐量超过1300万标准箱；天津机场旅客吞吐量1431万人次；交通运输业增加值764亿元。全年邮电业务总量321亿元，增长32%。其中，电信业务总量261亿元，增长26%；邮政业务总量60亿元，增长66%。全年快递业务量2.56亿件。年末移动电话用户1405万户，互联网宽带接入用户288万户，光纤接入用户211万户。

## 对外经济

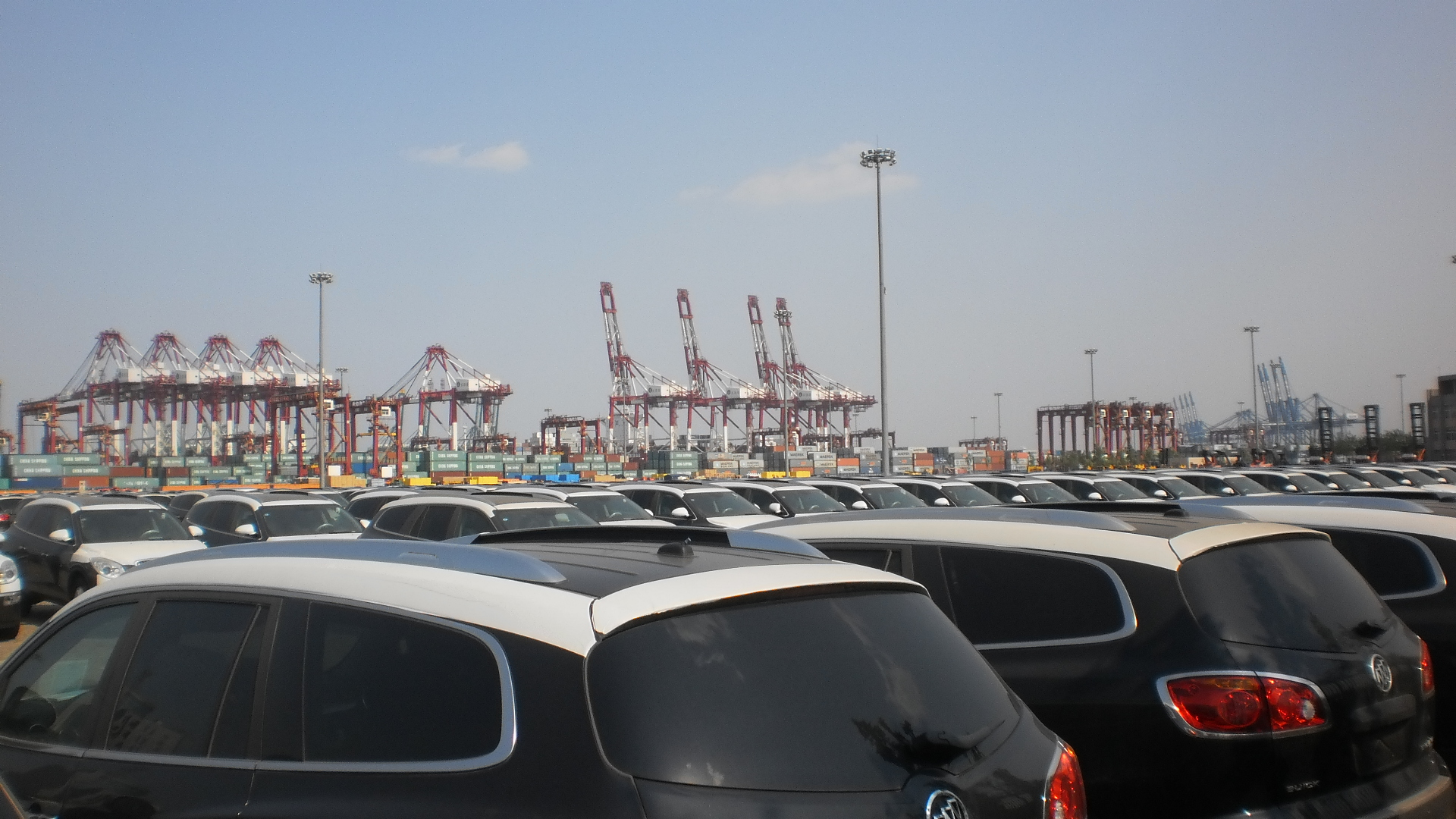
天津港码头停放的汽车

2014年天津市进出口总额1339亿美元，其中出口总额526亿美元，进口总额813亿美元。天津的主要出口產品包括機械及電子產品。2014年，高新技術產品佔該市總出口38%。主要出口市場是美國、韓國、日本、香港及越南。2014年，天津對香港出口達35.09億美元，增長6.8%，佔該市出口總額6.7%。主要進口產品包括機械及運輸設備及非食用原料。主要進口來源地是韓國、美國、日本及德國。包括香港及台灣在內的外商投資企業對天津的產業發展有很大貢獻，尤以高新技術產業為然。2014年，外商投資企業的工業產值達7,671億元人民幣，增長0.6%，香港、澳門及台灣投資企業的工業產值達3,135億元人民幣，增長6%。外商投資企業的工業總產值佔該市的工業總產值39%。
2015年外贸进出口总额1143亿美元，下降14.6%，其中进口下降22.3%，出口下降2.7%。按产品类别分，机电产品出口占全市出口的70.4%，高新技术产品出口占38.5%；按出口市场分，对东盟出口101亿美元，对欧盟出口74亿美元，对美国出口71亿美元，对韩国出口38亿美元，对日本出口33亿美元。全年实际直接利用外资211亿美元。截至2015年末，共有134个国家和地区在天津投资。

## 地方财政
明代天津财政实行中央集权制，不划分中央财政和地方财政。清代承袭明制一切课税归中央，地方没有财权。民国之后，曾短暂实行分税制，但由于执行困难于1914年6月取消。1928年7月23日天津市财政局成立。天津市的财政收支有3种管理形式：一是经常性财政收支，划给天津市的地方各项税收和国税留成部分，为常税收入，用于解决地方各项正常经费支出；二是维持建设性的财政收支，依照中央有关法令规定，征收地方建设费，用于解决地方建设支出；三是地方自卫性财政收支。
中华人民共和国建国初期，天津市执行中央“统收统支”的财政体制。1951年后，国家实行中央、大行政区和省（市）三级财政，天津市属于省级，一直延续到1953年底。1954年，国家把财政收入划分为固定收入、固定比例分成收入和中央调剂收入3大类。天津实行划分收支，分级管理的财政体制。从1958年起，天津实行“以收定支，三年不变”的财政管理体制。1961年后，天津市实行“总额分成，一年一定”的财政体制，一直延续到1970年。之后天津市实行“定收定支，收支挂钩，总额分成，一年一定”的财政管理体制，直到1984年。
从1985年起，天津市实行“划分税种，核定收支，分级包干”的财政体制。地方财政固定收入包括地方国营企业的所得税、调节税和承包费、集体企业所得税、农牧业税、屠宰税、牲畜交易税、集市交易税、契税、地方包干企业收入、税款滞纳金、补税罚款收入、城市维护建设税和其他收入。1988年至1990年天津市实行“总额分成”的财政体制，将城市个体工商业所得税等13种税作为天津市固定收入，抵顶支出，增收部分全部留市。
2010年天津市财政收入预算安排2022亿元，比上年增长12%，全市财政支出总预算为1753.3亿元，比上年实际支出增长21.9%。2012年底，天津全市总债务率72.45%，低于国际控制标准 90%—150%的下限。2015年天津全市一般公共预算收入2667亿元，同比增长11.6%；一般公共预算支出预计3163亿元，增长9.6%。同年，天津市财政亏空299亿元，此后数年保持亏空状态。或认为，与全国其它省级行政区相比，并不严重。

## 产业园区
天津市为“双城双港”的结构，“双城”是指天津市中心城区和滨海新区两个核心区；“双港”是指天津港和天津南港。而滨海新区则实施“一核双港、九区支撑、龙头带动”的发展策略，“一核”指滨海新区核心区，由于家堡金融区、响螺湾商务区、泰达MSD以及解放路和天碱商业区、蓝鲸岛生态区等；“双港”指天津港和天津南港；“九区支撑”是指通过先进制造业产业区、临空产业区、滨海高新技术产业开发区、临港工业区、南港工业区、海港物流区、滨海旅游区、中新天津生态城、中心商务区等九大产业功能区。
天津市下辖五个国家级开发区和一个国家级高新区，分别是天津经济技术开发区、西青经济技术开发区、武清经济技术开发区、天津子牙经济技术开发区、北辰经济技术开发区和天津滨海高新区。这些开发区有许多特殊经济政策，从而能够吸引大企业在天津投资，世界500強企業落戶天津經濟技術開發區的有76家，部分著名企业有摩托罗拉、三星电子、可口可乐、康师傅、松下、一汽丰田等。
天津经济技术开发区又称“泰达”，创立于1984年12月6日，位于天津市区以东40千米，为天津滨海新区的重要组成部分，国家综合配套改革试验区的一部分，是中国首批国家级经济技术开发区，也是天津的首个开发区；在全国近百家国家级开发区、工业园区投资环境评价中，天津开发区已连续13年位居第一。1986年8月邓小平在视察天津开发区时，亲笔题词“开发区大有希望”。天津经济技术开发区与天津南港工业区是“一个机构两块牌子”。
天津滨海高新技术产业开发区，也称“海泰”，创立于1988年，是中国首批国家级高新区，是天津滨海新区的重要组成部分。2007年，中國政府和新加坡政府签署建立中新天津生態城的协议。在2009年全国高新区投资环境竞争力调查中，天津滨海高新区位居第一名。2012年8月4日，中国证监会宣布天津滨海高新区成“新三板”首批扩容试点园区之一。
天津自由贸易试验区是中国长江以北地区唯一的自由贸易试验区，于2015年4月正式掛牌成立，包括天津港、天津滨海国际机场和滨海新区中心商务区3个片区，覆盖滨海新区中心商务区、东疆保税港区和天津港保税区、天津空港经济区等滨海新区的功能区。响螺湾商务区是天津滨海新区总部经济的核心区，是外省市、中央企业驻滨海新区的办事机构、集团总部和研发中心。于家堡金融区是首个APEC低碳示范城镇。

## 天津品牌

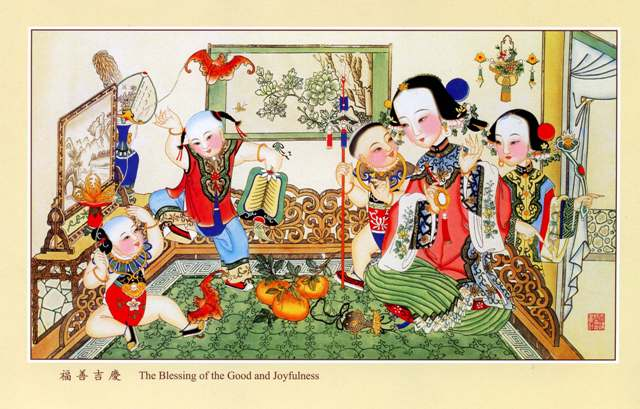
杨柳青年画是天津著名的木版年畫。

天津作为北方的商业中心以及中国工商业的发祥地之一，有众多老字号，如：桂发祥、狗不理、耳朵眼、谦祥益、起士林、瑞蚨祥、果仁张、蹦豆张、杨柳青、同升和、正兴德、隆顺榕、桂顺斋、达仁堂、天宝楼、风筝魏、老美华、冠生园、泥人张、大福来、亨得利、鸿起顺、登瀛楼、月盛斋、盛锡福、大桥道等。2009年6月20日，天津市商务委和天津市商业联合会宣布本市老字号协会成立，新成立的天津市老字号协会拥有会员单位127家，其中百年以上的老字号29家。
由天津市企业联合会、市企业家协会向社会发布的“2014天津企业100强排行榜”中，天津物产集团、中石化华北销售公司、渤海钢铁集团跻身“两千亿俱乐部”，位列榜单前三名；榜单中17家企业入围中国企业500强，物产集团、渤海钢铁集团2家企业入围《财富》世界500强；百强企业中，国有及国有控股企业64家，民营企业22家，外商或外商控股企业14家。其他天津市著名的还企业有：天津中环电子信息集团、天津钢铁有限公司、渤海化工集团、天津一汽丰田、天津一汽夏利、天士力集团、天狮集团、天津飛鴿自行車、王朝酒业、康师傅等。2016，天津企业中有资产超百亿元的52家，其中超千亿元的11家，唯品会（天津）电子商务公司、当当网信息技术（天津）有限公司两家互联网企业首次入围2016天津百强企业。